# 马克斯·弗里贝里
马克斯·弗里贝里（瑞典語：Max Friberg，1992年11月20日—），瑞典男子冰球运动员，场上位置是前锋。他曾代表瑞典国家队参加2022年冬季奥林匹克运动会冰球比赛，获得第4名。